# Unité de recherche climatique
L'unité de recherche climatique (CRU) est une composante de l'université d'East Anglia et l'une des principales institutions concernées par l'étude du changement climatique naturel et humain.
Avec un personnel d'une trentaine de chercheurs et d'étudiants, le CRU a contribué au développement d'un certain nombre d'ensembles de données largement utilisés dans la recherche sur le climat, y compris l'un des registres de température mondiaux utilisés pour surveiller l'état du système climatique,, ainsi que des progiciels statistiques et des modèles climatiques.

## Histoire
Le CRU a été fondé en 1972 dans le cadre de l'école des sciences de l'environnement de l'université. La création de l'unité doit beaucoup au soutien de Graham Sutton, ancien directeur général de l'Office météorologique, de Solly Zuckerman, conseiller de l'université, et des professeurs Keith Clayton et Brian Funnel, doyens de l'École des sciences de l'environnement en 1971 et 1972, Parmi les premiers sponsors figuraient British Petroleum, la Fondation Nuffield et Royal Dutch Shell. La Fondation Rockefeller a été un autre des premiers bienfaiteurs, et la Fondation Wolfson a donné à l'Unité son bâtiment actuel en 1986. Depuis la seconde moitié des années 1970, l'unité a également reçu des fonds par le biais d'une série de contrats avec le ministère de l'Énergie des États-Unis pour soutenir le travail des personnes impliquées dans la reconstruction du climat et l'analyse des effets des émissions de gaz à effet de serre sur le climat.
Le premier directeur de l'unité était le professeur Hubert Lamb, qui avait auparavant dirigé des recherches sur les variations climatiques au Met Office. Il était alors connu sous le nom d'« homme des glaces » pour avoir prédit un refroidissement de la planète et une ère glaciaire à venir, mais, après l'été exceptionnellement chaud de 1976 au Royaume-Uni, il a commencé à prédire un réchauffement climatique plus imminent. La possibilité de changements climatiques majeurs et d'inondations a attiré l'attention sur l'unité et le parrainage de grandes compagnies d'assurance désireuses d'atténuer leurs pertes potentielles. Avant la création de l'Unité, l'establishment météorologique croyait largement que le climat était essentiellement constant et invariable. Lamb et d'autres membres de la communauté climatologique ont soutenu pendant des années que le système climatique était en fait très variable sur des échelles de temps allant de quelques décennies à plusieurs siècles, voire plus. La création du CRU a permis à Lamb et à ses collègues de se concentrer sur cette question et de remporter la bataille de manière décisive.
Hubert Lamb a pris sa retraite en 1978. Ses successeurs ont été Tom Wigley (1978-1993), Trevor Davies (1993-1998), Jean Palutikof et Phil Jones (conjointement 1998-2004), Phil Jones (2004-2016) et Tim Osborn (depuis janvier 2017),. Peter Liss était directeur intérimaire pendant les enquêtes entre décembre 2009 et juillet 2010. En 1984, l'unité a déménagé dans un nouveau bâtiment cylindrique conçu par Rick Mather. En 2006, le bâtiment a été baptisé « bâtiment Hubert Lamb » en l'honneur de son premier directeur.

## Activités
Au moment de sa création, la CRU a défini quatre objectifs clés, qui sont toujours d'actualité : 
- Établir des connaissances plus solides sur l'histoire du climat dans le passé récent et lointain.
- Suivre et rendre compte des évolutions climatiques actuelles à l'échelle mondiale.
- Identifier les processus (naturels et humains) à l'œuvre dans les fluctuations climatiques et les échelles de temps caractéristiques de leur évolution.
- Étudier les possibilités d'émettre des avis sur les tendances futures du temps et du climat, d'une saison à plusieurs années, sur la base de méthodes scientifiques acceptables et sous une forme susceptible d'être utile à des fins de planification à long terme[15].

Le CRU produit une série de données climatiques, couvrant la température, les précipitations, la pression et la circulation, tant au niveau mondial que régional. L'un des produits les plus importants du CRU est le système mondial CRUTEM d'anomalies de température à proximité de la surface terrestre sur une base de maille de 5° par 5°, qui est compilé conjointement avec le Hadley Centre for Climate Prediction and Research et son système de température de surface de la mer pour produire le relevés de température HadCRUT. Compilé pour la première fois au début des années 1980, cet enregistrement documente les fluctuations de la température mondiale depuis les années 1850. Le CRU compile la composante terrestre de l'enregistrement et le Centre Hadley fournit la composante marine. L'enregistrement fusionné est utilisé par le Groupe d'experts intergouvernemental sur l'évolution du climat (GIEC) dans toutes ses publications. Parmi les autres produits, citons le jeu de données de surface terrestre quadrillées à haute résolution du CRU TS, qui comprend plusieurs facteurs, dont les précipitations, la pression de vapeur et la couverture nuageuse, ainsi que les températures.
Le CRU participe également à une étude du climat eurasiatique au cours des 10 000 dernières années, basée sur les données des cercles d'arbres, et à une étude du climat européen au cours des 200 dernières années, basée sur les relevés de température. Elle participe à MEDALUS, le projet méditerranéen sur la désertification et l'utilisation des terres. Les dépositaires des données brutes sont les organisations météorologiques nationales à l'origine des données ; le CRU conserve la plupart des données brutes, mais pas toutes, qui continuent à être détenues par les services d'origine.
Elle publie un journal trimestriel le Climate Monitor. Elle a cessé d'être publiée en 1998 et a été remplacée par une version en ligne, Climate Monitor Online.

### Publication des données météorologiques brutes
Le CRU rassemble des données provenant de nombreuses sources du monde entier. En août 2009, son directeur, Phil Jones, a déclaré à la revue scientifique Nature qu'il s'efforçait de mettre ces données à la disposition du public avec l'accord de leurs propriétaires, mais que cela prendrait plusieurs mois et que des objections étaient attendues de la part des organisations météorologiques nationales qui gagnent de l'argent en vendant ces données. La Commission n'était pas libre de partager ces données sans l'autorisation de leurs propriétaires en raison d'accords de confidentialité, notamment avec des institutions en Espagne, en Allemagne, au Bahreïn et en Norvège, qui limitaient les données à un usage académique. Dans certains cas, les accords ont été conclus oralement et certains accords écrits ont été perdus lors d'un déménagement. Malgré cela, le CRU a fait l'objet de nombreuses demandes au titre de la loi sur la liberté d'information concernant les données utilisées par les scientifiques de l'unité. Nature rapporte qu'en l'espace de cinq jours, en juillet 2009, le CRU a été « inondé » de 58 demandes d'accès à l'information émanant de Stephen McIntyre et de personnes affiliées à son blog Climate Audit, qui souhaitaient obtenir des données climatiques brutes ou des informations sur leur utilisation.
Début 2011, une grande quantité de données brutes de stations météorologiques avait été publiée par le Met Office et le US Global Historical Climatology Network, mais environ deux tiers des propriétaires des données n'ont pas répondu aux demandes d'accord du CRU, et la Pologne et Trinité-et-Tobago ont refusé. Deux demandes de communication de données partagées avec un autre chercheur ont été refusées par l'université, et les demandeurs ont fait appel auprès de l'Information Commissioner's Office (ICO). Dans sa décision publiée le 23 juin 2011, l'ICO a exigé de CRU qu'il publie les données brutes restantes, sans tenir compte des souhaits des organisations météorologiques propriétaires des données. Cette décision incluait les données de Trinidad et Tobago mais ne couvrait pas la Pologne. La publication des données brutes a été achevée le 27 juillet 2011.

## Controverse sur les e-mails du CRU
En novembre 2009, des pirates informatiques ont eu accès à un serveur utilisé par le CRU et ont volé une grande quantité de données, mettant en ligne de manière anonyme plus de 1 000 courriels et plus de 2 000 autres documents,. Certains sceptiques du changement climatique, dont des blogueurs, ont affirmé à tort qu'un certain nombre de courriels divulgués contenaient des preuves à l'appui de leur théorie du complot sur le réchauffement climatique, selon laquelle des scientifiques auraient conspiré pour manipuler des données,,. et de maintenir les scientifiques qui ont des opinions contraires en dehors de la littérature d'évaluation par les pairs,. Cette controverse a été baptisée « Climategate »,.
Une série d'enquêtes publiques indépendantes sur les allégations n'a trouvé aucune preuve de fraude ou d'inconduite scientifique. Le rapport Muir Russell a disculpé les scientifiques, mais a constaté « une tendance constante à ne pas faire preuve du degré d'ouverture approprié, tant de la part des scientifiques du CRU que de l'UEA »,. Le consensus scientifique selon lequel le réchauffement de la planète est dû à l'activité humaine est resté inchangé.
En 2011, une nouvelle analyse des données de température par le groupe indépendant Berkeley Earth Surface Temperature, dont plusieurs membres avaient déclaré publiquement qu'ils pensaient qu'il était possible que le CRU ait manipulé des données, a conclu que « ces études ont été réalisées avec soin et que les biais potentiels identifiés par les sceptiques du changement climatique n'ont pas sérieusement affecté leurs conclusions ».